# Calophyllum recedens
Calophyllum recedens är en tvåhjärtbladig växtart som beskrevs av Jumelle och Perrier. Calophyllum recedens ingår i släktet Calophyllum och familjen Calophyllaceae. Inga underarter finns listade i Catalogue of Life.